# Synagoga Chaskiela Pelca w Łodzi

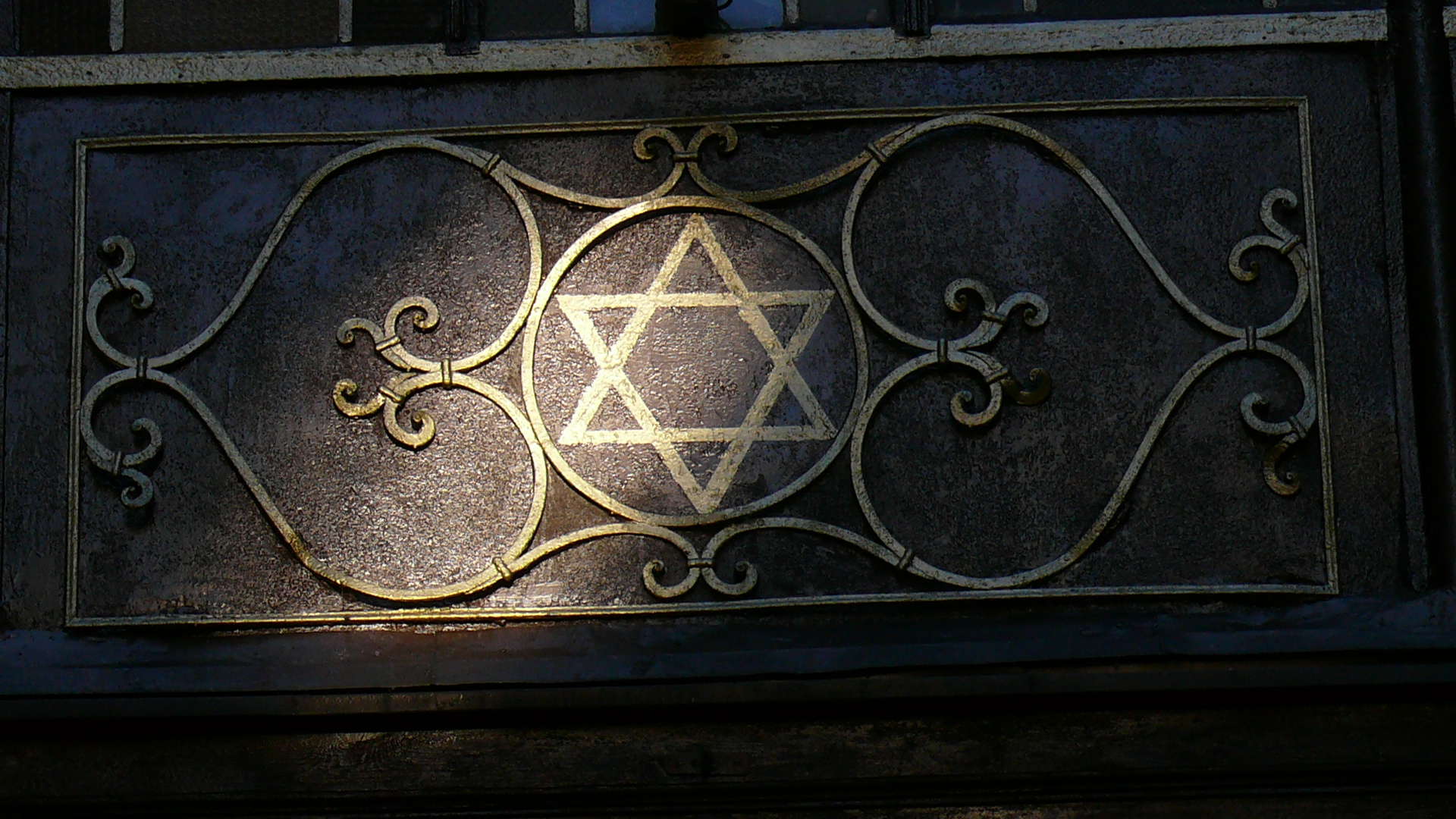
detal

Synagoga Chaskiela Pelca w Łodzi – prywatny dom modlitwy znajdujący się w Łodzi przy ulicy Piotrkowskiej 88.
Synagoga została założona w 1900 roku z inicjatywy Chaskiela Pelca. Mogła ona pomieścić 81 osób. Podczas II wojny światowej hitlerowcy zdewastowali synagogę.  